# Upplands runinskrifter 786
Upplands runinskrifter 786 är en vikingatida runsten av granit i Hansta, Hässelby, Tillinge socken och Enköpings kommun. Runstenen är 1,8 meter hög och 0,6 meter bred. Runhöjden är 3-7 centimeter. Stenen står tillsammans med U 787. De har tillsammans utgjort ett monument. De båda stenarna upptäcktes 1926 och restes på fyndplatsen vilken troligen är deras ursprungliga.

## Inskriften
Translitterering av runraden:
× aslikʀ : lit : resa : isten : þina : at : þurkiis : bruþur : sin : kuþ : birki ant ÷ hans
Normalisering till runsvenska:
Aslæikʀ(?) let ræisa stæin þenna at Þorgils, broður sinn. Guð biargi and hans.
Översättning till nusvenska:
Åslek lät resa denna sten efter Torgils, sin broder. Gud bärge hans ande.